# Drot og marsk
Drot og marsk er en opera af Peter Heise med libretto af Christian Richardt efter Carsten Hauchs skuespil Marsk Stig (1850). Operaen blev uropført på Det Kongelige Teater i København den 25. september 1878. 
Heise kaldte selv operaen et tragisk musikdrama, idet han brød med datidens faste operaskabelon for at skabe et sammenhængende musikdrama i tidens nye stil. Handlingen er baseret på historien om Marsk Stig og mordet på Erik Klipping i Finderup Lade. Ideen til operaen kom fra Hauchs skuespil, som Peter Heise havde skrevet en ouverture til i 1858. I librettoen, som blev udgivet i 1876, er Christian Richardt ofte gået tilbage til de danske folkeviser. Operaen er den danske opera fra det 19. århundrede, som har holdt sig bedst på Det Kongelige Teaters repertoire. I 2006 kom operaen med i den danske kulturkanon for partiturmusik.

## Roller
| Rolle          | Stemmetype | Originalbesætning, 25. september 1878 (Dirigent: -) |
| -------------- | ---------- | --------------------------------------------------- |
| Kong Erik      | Tenor      | Emil Poulsen                                        |
| Marsk Stig     | Bas        | Niels Juel Simonsen                                 |
| Fru Ingeborg   | Sopran     | Doris Erhardt Hansen                                |
| Rane Johnsen   | Tenor      | Harald Christoffersen                               |
| Grev Jakob     | Basbaryton |                                                     |
| Jens Grand     | Basbaryton |                                                     |
| Arved Bengsten | Tenor      |                                                     |
| Aase           | Sopran     | Sophie Keller                                       |

## Synopsis
Operaen er baseret på de historiske begivenheder, der førte til mordet på Erik Klipping i 1286. Kongen er en uforbederlig skørtejæger, og da han forfører Ingeborg, gift med Marsk Stig, arrangerer marsken en sammensværgelse mod kongen. Marsk Stig forvises, og Ingeborg begår selvmord.

## Diskografi
- Drot og marsk, Poul Elming, Bent Norup, Eva Johansson, Inga Nielsen, Aage Haugland, Radiokoret og Det Kongelige Kapel, dirigeret af Michael Schønwandt (Chandos)